# Opieńka żółtawa

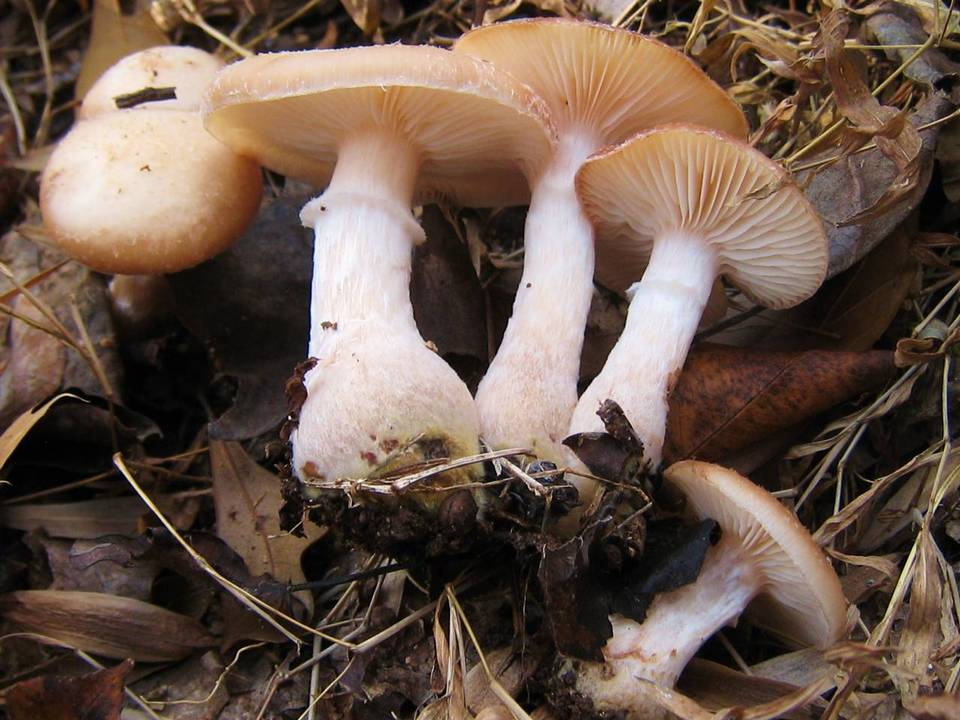
Młode okazy

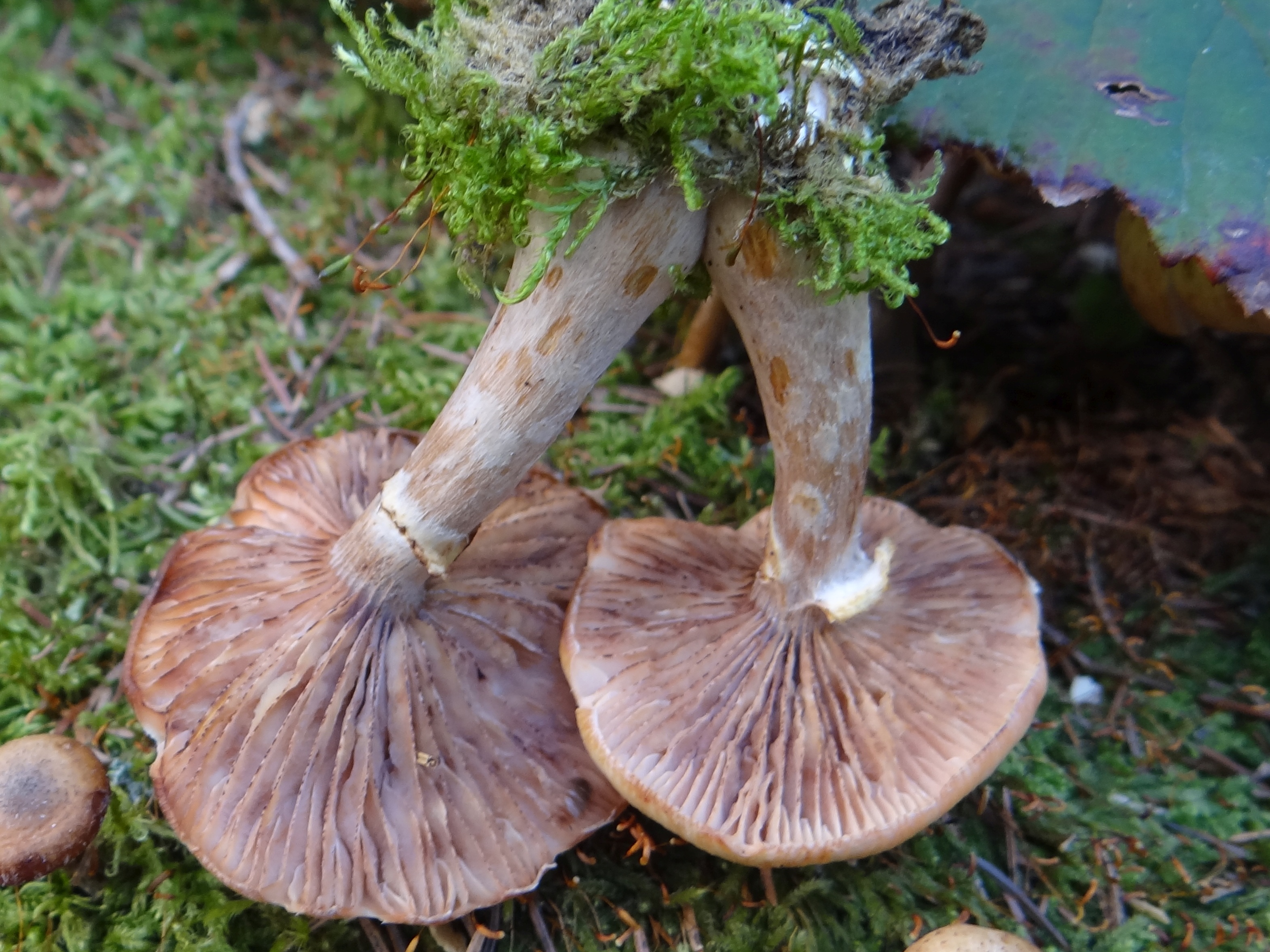
Starsze okazy

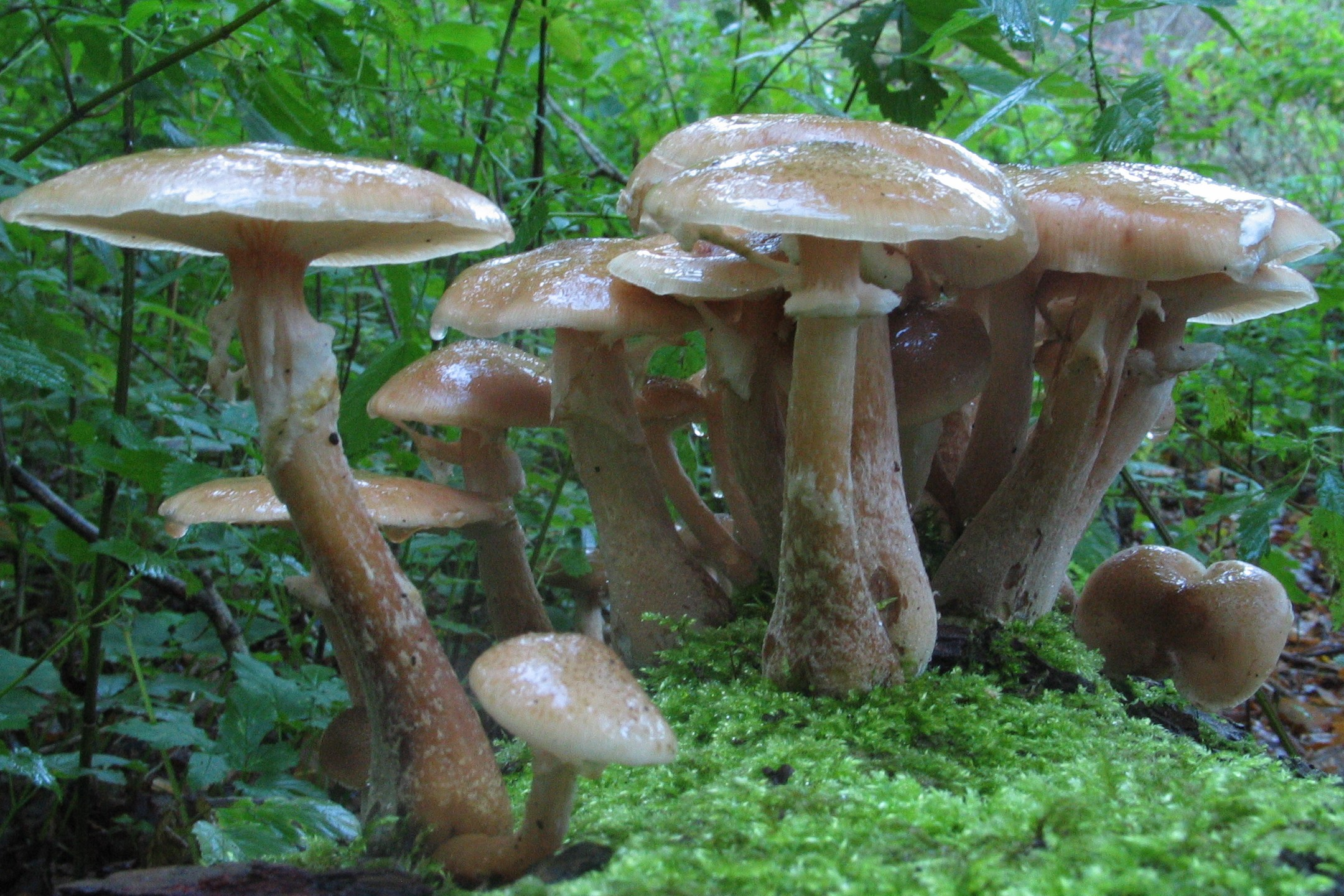

Opieńka żółtawa (Armillaria gallica Marxm. & Romagn.) – gatunek grzybów z rodziny obrzękowcowatych (Physalacriaceae).

## Systematyka i nazewnictwo
Pozycja w klasyfikacji według Index Fungorum: Armillaria, Physalacriaceae, Agaricales, Agaricomycetidae, Agaricomycetes, Agaricomycotina, Basidiomycota, Fungi.
Synonimy nazwy naukowej:
- Agaricus melleus sensu Bolton 1791
- Armillaria lutea sensu auct. 2005
- Armillaria bulbosa sensu auct. brit.[2]

Polska nazwa pojawia się w opracowaniu rodzaju opieńka sporządzonym przez A. Żółciak, taką też nazwę zaproponował Władysław Wojewoda w 2003 r. (dla synonimu  Armillaria lutea).

## Morfologia
Kapelusz
Średnicy 2,5–10 cm, u młodych okazów stożkowaty, później wypukły, w końcu płaski. Brzeg kapelusza prześwitujący, u młodych okazów podwinięty. Jest higrofaniczny, w stanie wilgotnym ma barwę od różowobrązowej do mięsnobrązowej, w stanie suchym jest jaśniejszy. Na powierzchni posiada koncentrycznie rozmieszczone łuseczki i kłaczki o podobnej barwie jak kapelusz. Mają długość 1–1,5 mm i zazwyczaj długo utrzymują się na powierzchni kapelusza.
Blaszki
Przyrośnięte lub krótko zbiegające, u młodych okazów białawe, potem jasnoróżowe z rdzawoczerwonymi plamami.
Trzon
Wysokość 4–10 cm, grubość do 1,8 cm. Jest walcowaty z bulwkowato rozszerzoną podstawą z której wyrastają liczne ryzomorfy. Posiada wełnisty pierścień, czasami jest on dość gruby i trwały, z żółtawymi kłaczkami na dolnej stronie, czasami jednak zanika. Powierzchnia trzonu tej samej barwy co kapelusz. Poniżej pierścienia licznie występują na niej kłaczkowate resztki osłony o barwie od żółtawej do pomarańczowożółtej.
Miąższ
Barwy białej, z wiekiem różowiejący, o grzybowym zapachu. Smak początkowo łagodny, potem drażniący i nieprzyjemny.

## Występowanie i siedlisko
Opisano występowanie tego gatunku w Ameryce Północnej, Europie i Japonii. W polskim piśmiennictwie naukowym do 2003 r. podano tylko 3 stanowiska. Jest jednak częstszy – więcej stanowisk podaje internetowy „Atlas grzybów”.
Rośnie na pniakach, pniach i korzeniach drzew liściastych, rzadko na iglastych. Owocniki wyrastają pojedynczo lub w małych grupach, te rosnące na korzeniach zazwyczaj w większej odległości od drzew.

## Znaczenie
Groźny pasożyt drzew wywołujący u nich opieńkową zgniliznę korzeni. Występuje również jako saprotrof na martwych pniakach i korzeniach drzew, a czasami również na ziemi w pobliżu korzeni lub pniaków.
Grzyb jadalny wysoko ceniony przez grzybiarzy. Nadaje się do gotowania, smażenia, marynowania, może też być przyrządzany na różne inne sposoby, jednakże zawiera pewne związki chemiczne, które w stanie surowym dla niektórych ludzi mogą być szkodliwe. Dlatego też należy go najpierw obgotować przez około 5 minut i odlać wywar, po czym dopiero poddaje się go dalszej obróbce termicznej.

## Gatunki podobne
Opieńka żółtawa mylona jest z opieńką miodową (Armillaria mellea), opieńką ciemną (Armillaria ostoyae) lub opieńką bezpierścieniową (Armillaria tabescens). W atlasach grzybów jeszcze do lat 80. XX wieku nie wyróżniano opieńki żółtej i wszystkie te gatunki określane były nazwą opieńka miodowa. Rozróżnienie poszczególnych gatunków opieniek jest trudne, i na podstawie tylko dorosłych owocników często niemożliwe. Z punktu widzenia grzybiarzy nierozróżnianie tych gatunków nie ma jednak większego znaczenia, gdyż wszystkie są jadalne. Opieńka bezpierścieniowa nie posiada pierścienia na trzonie i w Polsce jest rzadka, opieńka miodowa występuje na obumarłych drzewach liściastych i ma kapelusz z bardzo drobnymi kosmkami, nieraz całkowicie nagi. Opieńka ciemna występuje tylko na drzewach iglastych i ma kapelusz z wyraźnymi kosmkami.